# Noya
Noya è un dipartimento della provincia di Estuaire, in Gabon; esso conta 6 913 abitanti ed ha come capoluogo Cocobeach.